# Uptown Theatre (Chicago)
Pour les articles homonymes, voir Uptown.
L'Uptown Theatre, également connu sous le nom de Balaban and Katz Uptown Theatre, est une salle de théâtre historique et un palais du cinéma situé au 4816 North Broadway dans le secteur d'Uptown à Chicago, dans l'État de l'Illinois, aux États-Unis.

## Description
Inauguré en 1925, l'Uptown Theatre est l'œuvre de Rapp and Rapp, célèbre cabinet d'architectes spécialisé dans la conception de salles de théâtre et de cinéma, ils sont notamment les concepteurs de trois autres théâtres et salles de spectacles historiques de la ville de Chicago : le Chicago Theatre (1921), le James M. Nederlander Theatre (1926) et le Copernicus Center (appelé autrefois le Gateway Theatre ; 1930). Aujourd'hui, l'Uptown Theatre constitue le dernier des « trois grands palais du cinéma » construit par la chaîne de théâtre Balaban and Katz et dirigé par AJ Balaban, son frère Barney Balaban et son partenaire Sam Katz.
Des efforts de réhabilitation furent engagés pour restaurer et rouvrir ce bâtiment qui est classé sur le prestigieux Registre national des lieux historiques (National Register of Historic Places ; NRHP) par le National Park Service depuis le 20 novembre 1986 et protégé au titre des Chicago Landmarks (CL) par les membres de la Commission on Chicago Landmarks de la ville de Chicago depuis le 2 octobre 1991.
En ce qui concerne la superficie du bâtiment, l'Uptown Theatre est le plus grand des théâtres de Chicago et bénéficie d'une capacité d'accueil de 4 381 places. Son volume intérieur est plus important que toute autre salle de cinéma des États-Unis, y compris le Radio City Music Hall situé à New York. L'Uptown Theatre occupe un total de 4 300 m2 de terrain à l'angle de Lawrence Avenue et Broadway dans le quartier connu comme étant l'Uptown Entertainment District de Chicago.

## Historique
L'Uptown Theatre a ouvert ses portes 18 août 1925. La grande ouverture de l'Uptown Theatre a été accompagnée par un défilé de plus de 200 chars avec un grand bal sur Arcadia Harmon dans le secteur d'Uptown. Plus de 12 000 personnes ont fait la queue pour être les détenteurs des premiers billets. Le film projeté lors du gala d'inauguration fut The Lady Who Lied d'Edwin Carewe. Ce jour-là, plusieurs personnes se sont effondrées en raison de fortes chaleurs et d'épuisement.
Le théâtre a ouvert avec un effectif de plus de 130 personnes, dont un orchestre de 34 musiciens, une infirmière, des pompiers et du personnel d'entretien.

## Concerts notables

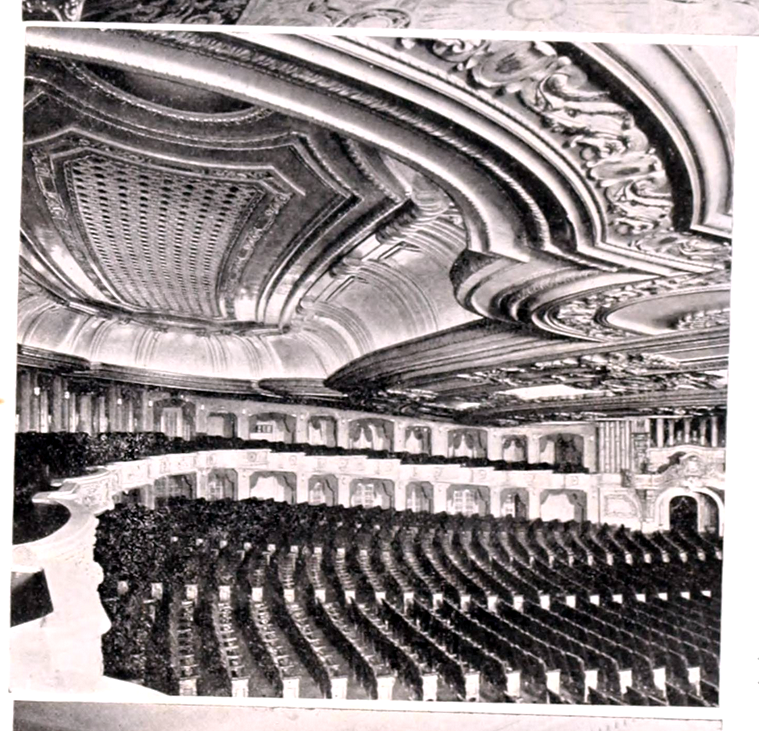
L'auditorium en 1927.

- The Allman Brothers Band
- Count Basie
- Boston
- Alice Cooper
- Elvis Costello
- Bing Crosby
- Cheap Trick
- Dire Straits
- Electric Light Orchestra
- Duke Ellington
- Peter Gabriel
- Jerry García Band
- Genesis
- Gentle Giant
- Benny Goodman
- The Grateful Dead
- Hall & Oates
- J. Geils Band
- Rick James
- Kansas
- The Kinks
- The Knack
- Bob Marley & The Wailers
- Graham Parker
- Prince
- The Ramones
- Led Zeppelin
- Lou Reed
- Renaissance
- Roxy Music
- Todd Rundgren
- Leon Russell
- Santana
- Sister Sledge
- Bruce Springsteen
- Rod Stewart
- Supertramp
- Thin Lizzy
- The Tubes
- The Marshall Tucker Band
- Paul Whiteman
- Frank Zappa